# Skäggvattnet
Skäggvattnet (sydsamiska: Skaavtjan jaevrie) är en sjö i Storumans kommun i Lappland och ingår i Umeälvens huvudavrinningsområde. Sjön har en area på 1,68 kvadratkilometer och ligger 433 meter över havet. Sjön avvattnas av vattendraget Skäggvattsbäcken.

## Delavrinningsområde
Skäggvattnet ingår i det delavrinningsområde (722905-152916) som SMHI kallar för Utloppet av Skäggvattnet. Medelhöjden är 467 meter över havet och ytan är 34,71 kvadratkilometer. Det finns inga avrinningsområden uppströms utan avrinningsområdet är högsta punkten. Skäggvattsbäcken som avvattnar avrinningsområdet har biflödesordning 3, vilket innebär att vattnet flödar genom totalt 3 vattendrag innan det når havet efter 312 kilometer. Avrinningsområdet består mestadels av skog (60 procent) och sankmarker (27 procent). Avrinningsområdet har 2,63 kvadratkilometer vattenytor vilket ger det en sjöprocent på 7,6 procent.